# Acteon traskii
Acteon traskii är en snäckart som beskrevs av Robert Edwards Carter Stearns 1898. Acteon traskii ingår i släktet Acteon och familjen Acteonidae. Inga underarter finns listade i Catalogue of Life.